# Weberocereus
Weberocereus Britton & Rose – rodzaj sukulentów z rodziny kaktusowatych (Cactaceae). Obejmuje 9 gatunków występujących od południowego Meksyku przez Amerykę Środkową do Ekwadoru. Najbardziej zróżnicowane są w Kostaryce.

## Systematyka
Jeden z rodzajów z rodziny kaktusowatych Cactaceae. W obrębie rodziny klasyfikowany jest do podrodziny Cactoideae i plemienia Hylocereeae.
Rodzaj został opisany w 1909 r. przez Nathaniela Brittona i Josepha Rose.
Synonimy
Eccremocactus Britton & Rose, Eccremocereus Fric & Kreuz. (orth. var.), Werckleocereus Britton & Rose
Wykaz gatunków
- Weberocereus alliodorus Gómez-Hin. & H.M.Hern.
- Weberocereus bradei (Britton & Rose) G.D.Rowley
- Weberocereus frohningiorum  Ralf Bauer
- Weberocereus glaber (Eichlam) G.D.Rowley
- Weberocereus imitans (Kimnach & Hutchison) Buxb.
- Weberocereus rosei (Kimnach) Buxb.
- Weberocereus tonduzii (F.A.C.Weber) G.D.Rowley
- Weberocereus trichophorus H.Johnson & Kimnach
- Weberocereus tunilla (F.A.C.Weber) Britton & Rose